# Al Boo Boo
Al Boo Boo — восьмой студийный альбом американского рэпера из Области залива Сан-Франциско Mac Dre. Альбом известен тем, что некоторые треки в нём были спродюсированы Rob-Lo, битмейкеру группы группы Mob Figaz, и One Drop Scott. Несмотря на то, что большинство песен явно нацелено на ночные клубы и танцы, в альбоме имеются и довольно мрачные треки. Так, например, в песне «Morals and Standards» Mac Dre читает о том, что якобы убил свою жену за то, что та изменила ему с бывшем сокамерником.

## Список композиций
1. «Grown Shit» — 3:19
2. «Genie of the Lamp» — 3:26
3. «Shitonaman» — 2:43
4. «The Pain» — 2:39
5. «Millionaire Gangsta» — 4:00 (при участии Rich The Factor, Sky Balla и Rush)
6. «Dipped When You See Me» — 2:56
7. «Lame Saturated» — 2:31
8. «Mafioso» — 4:04 (при участии Young Dru)
9. «All I Want to Do» — 4:11
10. «Chuy» — 1:48
11. «Clap» — 3:00
12. «Something You Should Know» — 3:57
13. «Morals and Standards» — 2:08
14. «Can You Shout?» — 2:23